# Kleine nothura
De kleine nothura (Nothura minor) is een vogel uit de familie tinamoes (Tinamidae). De wetenschappelijke naam van de soort is voor het eerst geldig gepubliceerd in 1825 door Spix.

## Beschrijving
De kleine nothura wordt 18–20 cm groot. Hij heeft een kastanjebruine kruin, gele keel en donkerbruine strepen die naar zijn borst leiden. Het lichaam is overwegend bruin met donkere markeringen.

## Voortplanting
Deze vogel broedt tussen oktober en februari.

## Voorkomen
De soort is endemisch in het zuidoosten van Brazilië en komt onder andere voor in de nationale parken Emas en Chapada dos Veadeiros.

## Beschermingsstatus
Op de Rode Lijst van de IUCN heeft de soort de status kwetsbaar.